# Lacanobia discolor
Lacanobia discolor är en fjärilsart som beskrevs av Adolph Speyer 1875. Lacanobia discolor ingår i släktet Lacanobia och familjen nattflyn. Inga underarter finns listade i Catalogue of Life.